# Franco Trappoli
Franco Trappoli (Orvieto, 11 de noviembre de 1947) es un político italiano y uno de los exponentes del Partido Socialista Italiano (PSI). Fue además representante de la Región de Marcas en la Cámara de Diputados italiana.
Fue el primer budista en convertirse en miembro de la Cámara de Diputados del país.

## Carrera política
- Alcalde de Fano de 1980 a 1983[3]
- Diputado de 1983 a 1987.
- Diputado de 1992 a 1994.
- Vicepresidente de la XIII Comisión (trabajo - asistencia y prevención social - cooperación)